# Quinto Peduceo Priscino
Quinto Peduceo Priscino (en latín Quintus Peducaeus Priscinus) fue un senador romano del siglo I, cuya carrera se desarrolló bajo la dinastía Flavia.

## Familia
Su familia ya estaba constatada al final de República Romana. Se desconoce exactamente de quien era hijo, barajándose la posibilidad de que su padre fuese Lucio Peduceo Colón, Prefecto de Egipto en 70, o bien de que su progenitor hubiese sido Lucio Peduceo Frontón procurador en la provincia Asia bajo el imperio de Claudio I. Posiblemente Marco Peduceo Seniano, consul suffectus en 89, era su hermano.

## Carrera
En 93, bajo Domiciano, fue designado consul ordinarius. Bajo Trajano, en 106-107, fue procónsul de la provincia romana de África.

## Descendencia
Su hijo fue Marco Peduceo Priscino, consul ordinarius en 110.